# Falling Up (Dean Lewis)
Falling Up è un singolo del cantante australiano Dean Lewis, pubblicato come primo estratto dal suo secondo album il 5 marzo 2021.

## Background
Secondo quanto dichiarato da Lewis, il brano è ispirato da sentimenti relativi a frustrazione e ansia che ha provato nel corso della sua vita. In particolare ha dichiarato di essere stato ispirato dalle seguenti sensazioni: 

## Classifiche
| Classifica (2021) | Posizione massima |
| ----------------- | ----------------- |
| Australia         | 48                |